# Ксенартры
Ксенартры:803, или неполнозу́бые (лат. Xenarthra), — надотряд млекопитающих, обитающий в Южной, Северной и Центральной Америке. Включает 2 отряда, 5 семейств и 29 видов. Самым крупным современным представителем неполнозубых является гигантский муравьед (Myrmecophaga tridactyla).
У неполнозубых либо совсем нет зубов, как у муравьедов, либо их строение упрощено: нет эмали и корней, все зубы одинаковые — нет разделения на резцы и клыки (кроме имеющих клыкообразные зубы двупалых ленивцев), и растут постоянно.
Образуют один из четырёх надотрядов плацентарных. Ранее, наряду с бореоэутериями (лавразиотерии + эуархонтоглиры), объединялись в подкогорту эксафроплацентарные (нотолегии), противопоставляемую афротериям. Согласно анализу транспозонов, клады Boreutheira, Afrotheria и Xenarthra образуют «мягкую» политомию; а значит, эти клады разделились практически одновременно:801. Молекулярный же анализ 2007 года предполагает близость ксенартр к афротериям, на основе чего в настоящее время их объединяют в магнотряд Atlantogenata.

## Классификация
- Отряд Cingulata — Броненосцы[7]
  - Семейство Dasypodidae — Броненосцевые
    - Chlamyphorus truncatus — Плащеносный броненосец, или аргентинский щитоносец, или пичисиего
    - Cabassous centralis — Центральноамериканский броненосец
    - Cabassous chacoensis — Чакский броненосец
    - Cabassous unicinctus — Большой броненосец
    - Cabassous tatouay — Броненосец тату
    - Chaetophractus vellerosus — Длинноволосый броненосец
    - Chaetophractus villosus — Щетинистый броненосец
    - Chaetophractus nationi — Чилийский броненосец
    - Dasypus novemcinctus — Девятипоясный броненосец
    - Dasypus septemcinctus — Семипоясный броненосец
    - Dasypus hybridus — Короткохвостый броненосец
    - Dasypus sabanicola — Северный броненосец
    - Dasypus kappleri — Броненосец Капплера
    - Dasypus pilosus — Мохнатый броненосец
    - Dasypus yepesi — Аргентинский броненосец
    - Euphractus sexcinctus — Шестипоясный броненосец
    - Priodontes maximus — Гигантский броненосец
    - Tolypeutes matacus — Шаровидный броненосец
    - Tolypeutes tricinctus — Трёхпоясный броненосец
    - Zaedyus pichiy — Карликовый броненосец

  - Семейство Chlamyphoridae
    - † Подсемейство Glyptodontinae — Глиптодонтины

  - † Семейство Pampatheriidae
- Отряд Pilosa — Неполнозубые
  - Подотряд Folivora — Ленивцы
    - Семейство Bradypodidae — Трёхпалые ленивцы
      - Bradypus pygmaeus — Карликовый ленивец
      - Bradypus variegatus — Бурогорлый ленивец
      - Bradypus tridactylus — Трёхпалый ленивец
      - Bradypus torquatus — Ошейниковый ленивец

    - Семейство Megalonychidae — Двупалоленивцевые, или двупалые ленивцы
      - Choloepus hoffmanni — Ленивец Гоффмана
      - Choloepus didactylus — Двупалый ленивец, или унау

    - † Семейство Megatheriidae
    - † Семейство Mylodontidae
    - † Семейство Orophodontidae

  - Подотряд Vermilingua
    - Семейство Cyclopedidae
      - Cyclopes didactylus — Карликовый муравьед, или двупалый муравьед

    - Семейство Myrmecophagidae — Муравьедовые
      - Myrmecophaga tridactyla — Гигантский муравьед, или большой муравьед
      - Tamandua mexicana — Мексиканский тамандуа
      - Tamandua tetradactyla — Тамандуа, или четырёхпалый муравьед

## Кладограмма
|              | Броненосцы                                            |
|              |                                                       |
| Неполнозубые | \| \| Муравьеды \| \| \| \| \| \| Ленивцы \| \| \| \| |
|              | \| \| Муравьеды \| \| \| \| \| \| Ленивцы \| \| \| \| |
|              | Муравьеды                                             |
|              |                                                       |
|              | Ленивцы                                               |
|              |                                                       |

|  | Муравьеды |
|  |           |
|  | Ленивцы   |
|  |           |